# Jimera de Líbar
Jimera de Líbar er en by og kommune i det sydlige Spanien i provinsen Málaga. Den har et indbyggertal på 398 (2024) indbyggere.